# オネル・エルナンデス
オネル・ラサロ・エルナンデス・マイア（Onel Lázaro Hernández Mayea , 1993年2月1日 - ）は、キューバ・シエゴ・デ・アビラ州モロン出身、ドイツ・ノルトライン＝ヴェストファーレン州ギュータースロー育ちのプロサッカー選手。バーミンガム・シティFCに所属している。ポジションはMF。

## 来歴
1993年にキューバのモロンで生まれ、6歳の時に家族と共にドイツのギュータースローに移住。野球大国として知られるキューバとは違い、世界屈指のサッカー大国として知られるドイツで、エルナンデスもサッカーを始めるようになる。地元のFCギュータースロー2000のユースアカデミーに入団し、ロート・ヴァイス・アーレンを経て、2016年にアルミニア・ビーレフェルトのユースチームに入団。2010年にトップチームに昇格し、10月1日のツヴァイテリーガのSCパーダーボルン07戦でプロデビュー。ビーレフェルトで2シーズンプレーした後、ヴェルダー・ブレーメンやVfLヴォルフスブルクのBチームを渡り歩き、2016年にアイントラハト・ブラウンシュヴァイクに移籍した。
2018年1月、ドイツ人監督ダニエル・ファルケ率いるノリッジ・シティFCに移籍。2018-19シーズンはEFLチャンピオンシップ (2部リーグ) で40試合8ゴールを記録し、2部リーグ優勝に貢献。2015-16シーズン以来のプレミアリーグ復帰を果たした。
2019-20シーズン開幕戦となった、2019年8月9日のリヴァプールFC戦で、後半25分にトム・トリブルと交代で出場し、「プレミアリーグ初のキューバ人選手」として、その名を刻んだ。10月27日のマンチェスター・ユナイテッドFC戦では、試合終了間際にプレミアリーグ初ゴールを決めるも、試合は1-3で敗れた。

## 代表歴
2010年にU-18のドイツ代表でのプレー経験のあるエルナンデスだが、本人はキューバ代表でのプレーを熱望し、2021年3月に念願のキューバ代表に初招集。同月29日の2022 FIFAワールドカップ・北中米カリブ海予選のグアテマラ戦で代表デビューを果たした。